# シュマルツ (企業)
シュマルツ（J. Schmalz GmbH）は、ドイツのバーデン＝ヴュルテンベルク州グラッテンに本社を持つ真空機器メーカー。日本法人の本社所在地は神奈川県横浜市都筑区大棚町。

## 社史
1910年にヨハネス・シュマルツがJ. Schmalz GmbHを設立し、剃刀の刃の製造を始める。1945年になると、息子のアルトゥール・シュマルツが会社の後継となり、空港輸送設備用の貨物トレーラーや移動ステップ車などの輸送機器をはじめとするビジネスを開発し、会社の再構築を図った。1984年にクルト・シュマルツが後を継ぎ、6年後には兄弟のウォルフガング・シュマルツと共に、真空機器メーカーとして再度方向転換を行う。現在も、新しい製品の開発を続けている。真空処理用製品に加え、2016年から再生可能エネルギーで発電した電力の中間貯蔵、産業企業のピーク負荷低減、EV用急速充電インフラのバッファストレージとしてレドックス・フロー電池を開発している。
Schmalz Groupは、英国のPalamatic LtdとスウェーデンのBinar Handling ABの全株式を取得した。これらの買収により、従業員数は23所在地で1,700人に増加した、2023年4月1日現在、グループ全体で29所在地で1,800名の従業員を擁する。

## シュマルツ株式会社（日本法人）
シュマルツ株式会社は、ドイツのJ. Schmalz GmbHの日本法人であり、日本において、搬送用ロボットや装置に使用される真空吸着機器や固定用真空吸着機器の販売を行う企業である。創業者であり、現在の代表取締役社長はゲッテゲンス・アーネ（Arne Gaedtgens）。横浜本社には事務所や倉庫、大型ロボット搭載のテストルームを備え、太陽光パネル設置等の人と環境に配慮した設備を数多く設置している。

### 沿革
- 2000年 - 日本に駐在員事務所を開設[3]。
- 2002年 - シュマルツ株式会社を現地会社として設立[16]。
- 2015年 - 関西営業所を開設。
- 2016年 - 名古屋営業所を開設。
- 2017年 - 自社ビルを建設し、横浜本社を現住所に移転[16]。
- 2019年 - 仙台営業所、福岡営業所を開設[3]。
- 2021年 - FA＆ロボットシステムインテグレーター協会（SIer協会）[17]および日本ロボット工業会（JARA）[18]会員。

### 主要拠点[2]
- 本社（神奈川県横浜市）
- 関西営業所（大阪府吹田市）
- 名古屋営業所（愛知県名古屋市）
- 仙台営業所（宮城県仙台市）
- 福岡営業所（福岡県福岡市）

### 事業部門
- 自動搬送用真空機器[19]
- 真空グリッパー[20][21]
- 手動搬送装置[22]
- CNC加工機向け真空クランプ[19]